# Kirchlindach
Kirchlindach est une commune suisse du canton de Berne, située dans l'arrondissement administratif de Berne-Mittelland.

## Monuments et curiosités
L'église réformée Saint-Eloi est une construction gothique avec peintures murales des XIVe et XVe siècles. Des remaniements baroques ont été effectués en 1672, époque à laquelle Abraham I Dünz créa la table de communion.

## Personnalités
- Andrea Geissbühler
- Ficht Tanner, artiste
- Therese Hächler, artiste